# Průsmyk

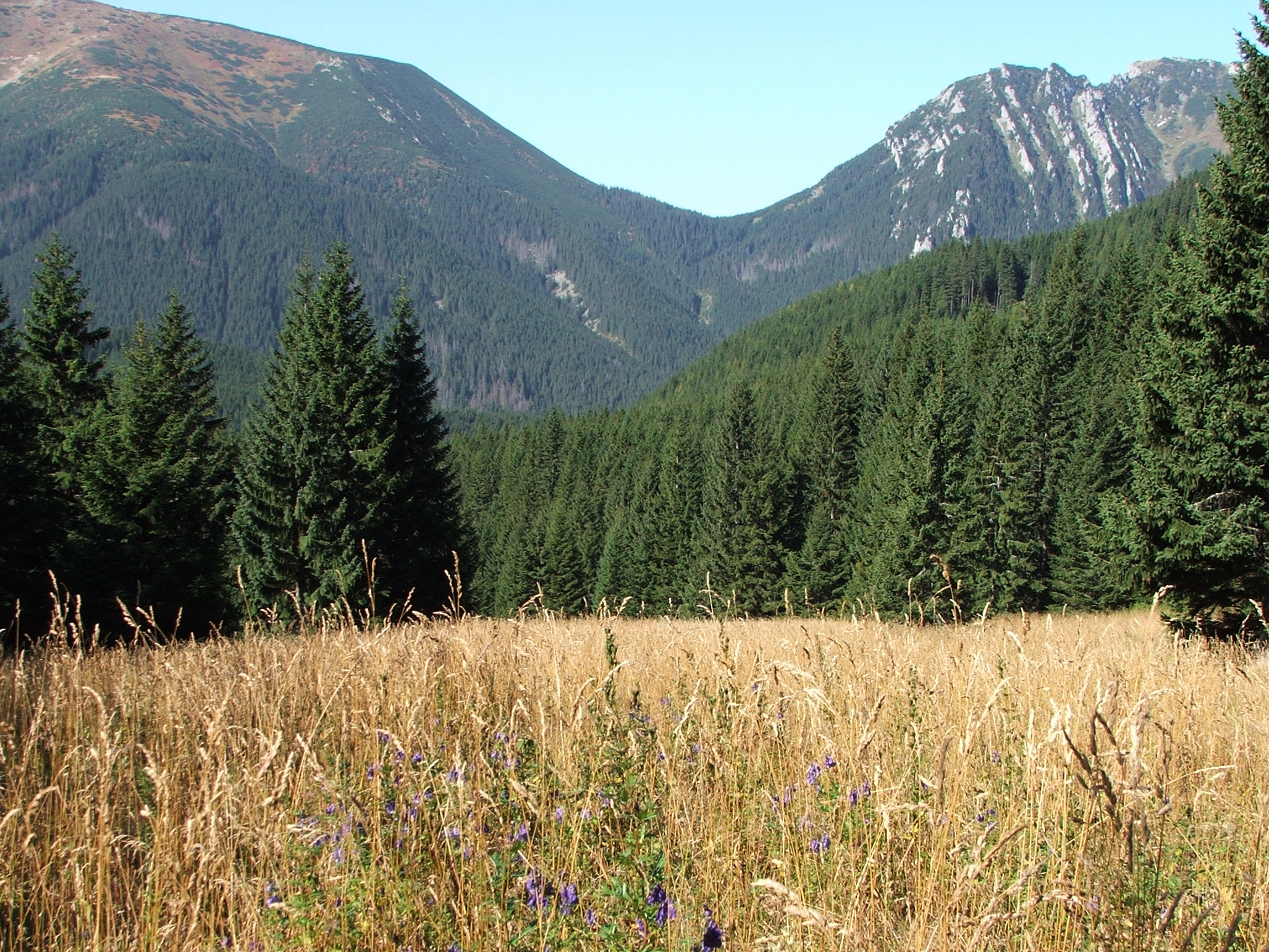
Průsmyk v Tatrách

Průsmyk je poměrně výrazné přerušení jinak souvislého horského pásma. Průsmyky vznikají prohnutím, pohybem ker nebo eroznědenudační činností. Některé průsmyky leží v průlomových údolích a nemají charakter sedel – například Strečniansky priesmyk, Vlárský průsmyk nebo Červené věže.[zdroj?]
Poloha průsmyků mezi dvěma vyvýšeninami má pro člověka velký dopravní význam, umožňuje snadnější překonání horského pásma, silnice vedené těmito místy mívají často velké množství serpentin. Pokud průsmykem prochází silnice, jedná se o silniční sedlo. Průsmyky s vysoko položenými sedly mohou být v zimním období pro dopravu uzavřeny, proto jsou pod sedly, především v místech, kde je horské pásmo zúženo, budovány tunely.
Průsmyky mají strategický význam ve vojenství, proto byly mnohé z nich v historii opevňovány.